# Siphonaria rosea
Siphonaria rosea is een slakkensoort uit de familie van de Siphonariidae. De wetenschappelijke naam van de soort is voor het eerst geldig gepubliceerd in 1943 door Hubendick.